# Sainte-Hélène-du-Lac
Sainte-Hélène-du-Lac este o comună în departamentul Savoie din sud-estul Franței. În 2009 avea o populație de 674 de locuitori.

## Evoluția populației
| An        | 1975 | 1982 | 1990 | 1999 | 2006 | 2009 |
| --------- | ---- | ---- | ---- | ---- | ---- | ---- |
| Populație | 298  | 411  | 543  | 599  | 646  | 674  |